# Inca Kola

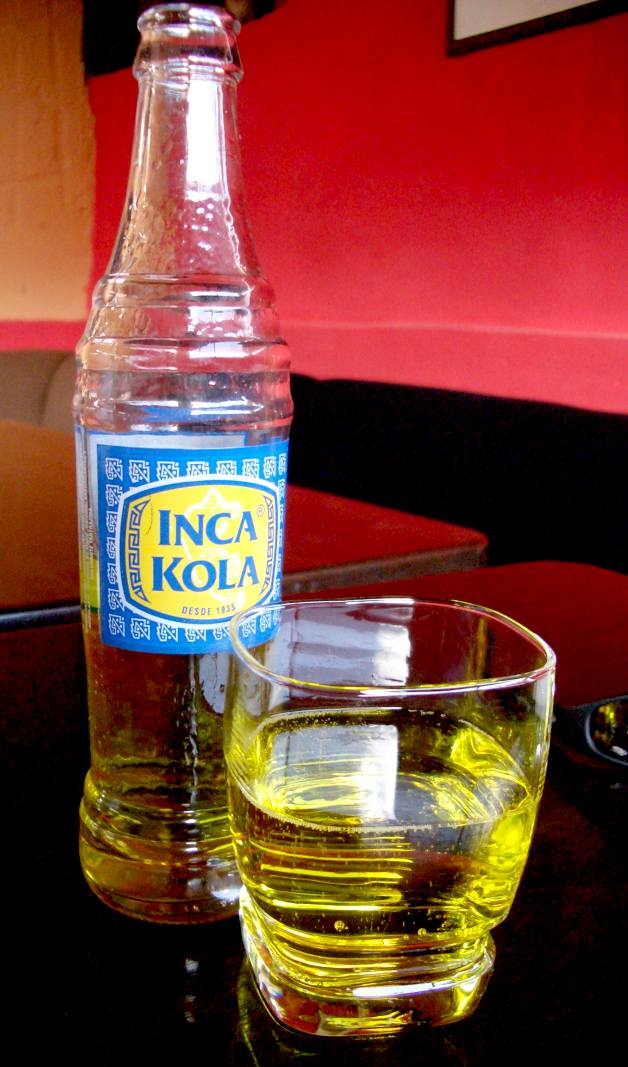
Inca Kola

Inca Kola is een in Peru populaire frisdrank. Het is een geelkleurig drankje met prik, gebaseerd op vruchten en met een smaak van bubbelgum. De oorspronkelijke ingrediënten waren kamille en citroengras.
De fabriek waar Inca Kola wordt gemaakt is in 1910 te Lima opgericht door de Britse immigrantenfamilie Lindley.
In 1935 werd het drankje Inca Kola gelanceerd, met de slogan “Inca Kola, sólo hay una y no se parece a ninguna” (“Inca Kola, er is er maar een en het lijkt op geeneen”).
Halverwege de twintigste eeuw werd Inca Kola marktleider in Peru. In reclamecampagnes werd steevast geappelleerd aan traditionele Peruaanse eigenschappen, waardoor het drankje populair werd. Het drinken van Inca Kola stond gelijk aan patriottisme.
In 1999 gingen de Lindley-fabrieken een samenwerkingsverband aan met The Coca-Cola Company. Coca-Cola werd eigenaar van het Inca Kola merk, maar de Lindley-fabrieken bleven de producent. Voor veel Peruanen was dit in het licht van het patriottisme dat het drankje uitstraalde onbegrijpelijk, en de verkoop van Inca Kola liep sindsdien sterk terug. Tegenwoordig  maakt Inca Kola een derde van de in Peru verkochte frisdrank uit. Coca-Cola wordt iets meer verkocht.
Sinds de bemoeienis van The Coca-Cola Company kwamen er ook light-versies van Inca Kola op de markt.
3ES Cola · Afri-Cola · Alter Cola · Amrat Cola · Apotekarnes Cola · Arab Cola · Barr Cola · Beuk Cola · Big Cola · Boylan Cane Cola · Breizh Cola · Bubba Cola · C&C Cola · Campa Cola · Cat Cola · Chat Cola · Chek Cola · Chero-Cola · China Cola · Chtilà Cola · Classic Cola · Club Cola · Coca-Cola · Cola Turka · Cole Cold · Corsica Cola · Count Cola · Cricket Cola · Cuba Cola · Diet Rite Cola · Dixi Cola · Double Cola · El Ché Cola · Elsass Cola · Evoca Cola · Fada Cola · Faygo Cola · Feichang Cola · First Choice Cola · Freeway Cola · Frescolita · fritz-kola · Fruti Kola · Fukola Cola · Future Cola · Fuji-Cola · Herschi Cola · Highway Cola · Icy-Cola · Imazighen Cola · Inca Kola · Isaac Kola · Jolly Cola · Jolt Cola · Just Cola · KasKol · Kiri · Kitty Kola · Kofola · Kola Real · Kola Román · Kola Shaler · Kristal Kola · LA Ice Cola · Libella · Like Cola · Master Choice · Moxie · Mecca-Cola · Muslim Up · Odina · OK Cola · OpenCola · Parsi Cola · Pepsi Cola · Perú Cola · Polo-Cockta · Pop Cola · Pran Cola · Premium-Cola · President's Choice Cola · Qibla Cola · R.C. Cola · Raak Cola · Raak Kindercola · Red Kola · Reyna Kola · Ritchie Cola · River Cola · Rola Cola · Royal Crown Cola · Sam's Choice Cola · Salva Cola · Honey Saps Cola · Schweppes Cola · Shasta Cola · Sinalco Cola · Sugar Cane Cola · TaB Cola · Thums Up · Tropicola · tuKola · Ubuntu Cola · Ugarit Cola · Uludağ Cola · Virgin Cola · Vita Cola · Viva Cola · XL Cola · Zam Zam Cola · Zelal Cola · ZOOB Cola